# Aracati
Aracati este un oraș în statul Ceará (CE) din Brazilia.